# Tsetín Mántatzi
Tsetín Mántatzi (turc : Çetin Mandacı, grec moderne : Τσετίν Μάντατζη), né le 7 mars 1970 à Xánthi, est un homme politique grec, d'origine turque.

## Biographie
Aux élections législatives grecques de 2007, il est élu député au Parlement grec pour le parti PASOK. Aux élections législatives grecques de 2009, il est réélu député pour le PASOK.